# إبراهيم المشخص
إبراهيم علي حسن المشخص الملقب ب(الميش) (7 يوليو 1980) لاعب كرة قدم بحريني يلعب حاليا لصالح نادي النجمة البحريني البحريني في مركز قلب الدفاع.

## الإنجازات

### المحرق
- الدرجة الأولى (4): 2006، 2009، 2011، 2015
- كأس ملك البحرين (6): 2005، 2009، 2011، 2012، 2013، 2016
- كأس ولي العهد (2): 2006، 2009
- كأس الاتحاد الآسيوي (1): 2008
- كأس الاتحاد البحريني (2): 2005، 2009
- كأس الخليج للأندية (1): 2012

### العربي
- كأس ولي العهد (1): 2007

## روابط خارجية
- إبراهيم المشخص على موقع ناشيونال فوتبول تيمز (الإنجليزية)